# Wijncursus

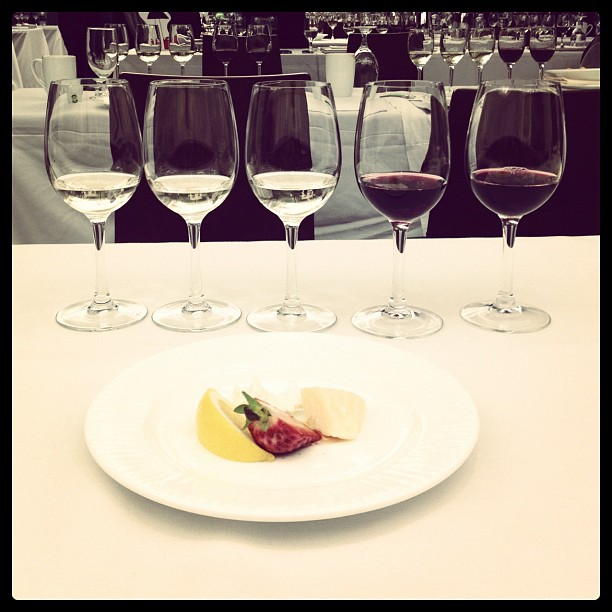

Een wijncursus is een educatieve opleiding waarin deelnemers kennis opdoen over wijn en leren wijnproeven. Wijncursussen worden wereldwijd gedoceerd op verschillende niveaus, variërend van introductiecursussen voor beginners tot gespecialiseerde opleidingen voor sommeliers en andere personen die in professioneel verband te maken hebben met wijn, zoals wijnverkopers of horecapersoneel.

## Beschrijving
Typische onderwerpen die in een wijncursus aan bod komen zijn:
- Geschiedenis en oorsprong van wijn.
- Wijnbouw (viticultuur) en welke keuzes een wijnmaker hierin kan maken om de kwaliteit en stijl van de wijn te beïnvloeden.
- Wijnproductie (vinificatie) van verschillende wijnsoorten en welke technieken een wijnproducent kan toepassen.
- Verschillende druivenrassen en hun kenmerken.
- Verschillende wijnstreken, de daar voorkomende druivenrassen, klimaat en terroir.
- Classificatie van wijn (systemen om wijn in te delen, bijvoorbeeld op kwaliteit, oorsprong of wijnstijl).
- Wijn-spijs combinaties (welke wijnen goed passen bij welke soort gerechten)
- Etiketten lezen
- Wet- en regelgeving rondom productie en verkoop van wijn.

Sommige cursussen richten zich op een specifiek thema, zoals specifieke wijnlanden of -streken of wijn-spijscombinaties.
Naast deze theoretische onderwerpen worden tijdens wijncursussen ook wijnen geproefd en beoordeeld op uiterlijk, geur en smaak, vaak aan de hand van een gestructureerde proefmethode.
Sommige wijncursussen worden afgesloten met een examen. Tijdens het examen wordt zowel theoretische kennis getoetst alsmede de vaardigheid van het proeven en beoordelen van wijnen. Bij sommige horecazaken of wijnwinkels worden medewerkers verplicht bepaalde diploma's te behalen.

## Erkende wijnopleidingen

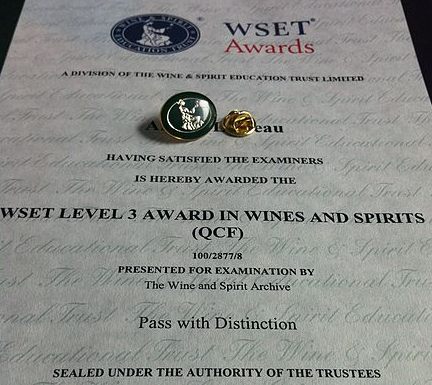
Diploma WSET 3

Voorbeelden van internationaal erkende wijnopleidingen zijn:
- WSET (Wine & Spirit Education Trust). De cursussen lopen vanaf niveau WSET 1 t/m WSET 4.
- Court of Master Sommeliers. Dit opleidingsinstituut kent vier niveaus: Introductory Sommelier, Certified Sommelier, Advanced Sommelier en Master Sommelier.
- Wine Scholar Guild – Dit opleidingsinstituut staat vooral bekend om zijn thematische cursussen die zich richten op specifieke wijnlanden: Frankrijk, Italië, Duitsland en Spanje.
- SDEN (Stichting Dranken Examens en Normering), een Nederlands opleidingsinstituut. SDEN biedt cursussen en examens aan op 5 niveaus.